# Olympische Sommerspiele 2008/Teilnehmer (Liechtenstein)
| Gelbes Symbol für Goldmedaillen mit stilisierten Olympischen Ringen | Graues Symbol für Silbermedaillen mit stilisierten Olympischen Ringen | Braundes Symbol für Bronzemedaillen mit stilisierten Olympischen Ringen |
| ------------------------------------------------------------------- | --------------------------------------------------------------------- | ----------------------------------------------------------------------- |
| —                                                                   | —                                                                     | —                                                                       |

Liechtenstein hat 2008 zum 15. Mal an Olympischen Sommerspielen teilgenommen. Für die Olympischen Sommerspiele in Peking benannte der Liechtensteinische Olympische Sportverband (LOSV) zwei Athleten. Die Tennisspielerin Stephanie Vogt hatte im März 2008 vom Tennisweltverband (ITF) eine Einladung zu den Sommerspielen bekommen, musste jedoch aufgrund einer Verletzung auf ihren Start verzichten. Die Fahne bei der Eröffnungsfeier trug Marcel Tschopp.

## Teilnehmer nach Sportarten

### Leichtathletik
- Marcel Tschopp
Männer, Marathon

### Schiessen
- Oliver Geissmann
Männer, Luftgewehr 10 Meter